# 到贤镇
到贤镇，是中华人民共和国陕西省渭南市富平县下辖的一个乡镇级行政单位。
2015年，陕西省民政厅批复同意撤销小惠镇，并入到贤镇。

## 行政区划
到贤镇下辖以下地区：
到贤村、盖村、新合村、西仁村、东仁村、庄镇村、纪贤村、三义村、西城村、惠店村、忽家村、姜义村、新移村、小惠村、牙道村、忠惠村、樊家村、西村、果坊村、石灰道村和田村。